# Rhagodeca impavida
Espèce
Synonymes
- Rhax impavida C. L. Koch 1842

Rhagodeca impavida est une espèce de solifuges de la famille des Rhagodidae.

## Distribution
Cette espèce se rencontre en Oman et au Yémen.

## Description
Rhagodeca impavida mesure 10 mm.

## Publication originale
- C. L. Koch, 1842 : Die Arachniden. Nürnberg, vol. 9, p. 57-108 (texte intégral).